# Rhodacanthis
Rhodacanthis és un gènere extint d'ocells passeriformes de la família dels fringíl·lids, que inclou a dues espècies.
Aquests ocells habitaven les illes de Hawaii i van ser descrits per primera vegada el 1892 pel zoòleg britànic Lionel Walter Rothschild a la revista Annals and Magazine of Natural History.
Les dues espècies es van extingir poc després de la seva descripció, ja que en aquell moment eren extremadament rares.

## Taxonomia
Segons la classificació del Congrés Ornitològic Internacional (versió 15.1, 2025), aquest gènere estava format per dues espècies:
- † Koa petit (Rhodacanthis flaviceps Rothschild, 1892)
- † Koa gros (Rhodacanthis palmeri Rothschild, 1892)